# فرناند کولیبالی
فرناند کولیبالی (انگلیسی: Fernand Coulibaly؛ زادهٔ ۱ اوت ۱۹۷۱) بازیکن فوتبال اهل مالی بود.
از باشگاه‌هایی که در آن بازی کرده است می‌توان به باشگاه فوتبال استاد لاوالوا، باشگاه فوتبال دنیزلی اسپور، باشگاه فوتبال سن-اتین، باشگاه ورزشی آدانا دمیرسپور، باشگاه فوتبال آنکاراگوچو، باشگاه فوتبال الوحده عربستان سعودی، باشگاه فوتبال غازی عینتاب‌اسپور، و باشگاه فوتبال دیاربکرسپور اشاره کرد.
وی همچنین در تیم ملی فوتبال مالی بازی کرده است.